# Gude
Gude ist eine universelle Grußformel, die in mittelhessischer, südhessischer, rheinhessischer, odenwälderischer, Westerwälder und Hunsrücker Mundart genauso Verwendung findet wie im Moselfränkischen.
Dieser Ausdruck kommt in weiten Teilen Mittel-, Süd- und Rheinhessens sowie im hessischen und rheinland-pfälzischen Westerwald, im Taunus und auf dem Hunsrück vor. Zudem ist er auch an der Mosel, insbesondere in der Nähe von Koblenz, weit verbreitet.
Da dieser Ausdruck zu jeder Tages- und Nachtzeit verwendet werden kann, ist er vergleichbar mit dem hochdeutschen Hallo, dem norddeutschen Moin oder dem süddeutschen bzw. österreichischen Servus. Im Alltag wird Gude, im Gegensatz zu anderen Grußformeln, überwiegend zur Begrüßung gebraucht. Seltener wird Gude (regional unterschiedlich) aber auch zum Abschied verwendet.
Da das „u“ in „Gude“ lang ist, wird es oft auch mit Doppel-U geschrieben: „Guude“. Die Herleitung von Gude bezieht sich entweder auf eine Kurzform für "Guten Tag, Guten Morgen, etc." oder auf eine Kurzform für „Mein Guter/Meine Gute“.
Die Rodgau Monotones hatten einen ihrer größten Erfolge mit dem Lied Ei Gude, wie?, in dem sie sich ironisch mit dieser Redensart befassen.